# Анненское сельское поселение (Челябинская область)
А́нненское се́льское поселе́ние — муниципальное образование в Карталинском районе Челябинской области Российской Федерации. В рамках административно-территориального устройства муниципальное образование  соответствует административно-территориальной единице Анненский сельсовет.

Административный центр — село Анненское.

## История
Статус и границы сельского поселения установлены Законом Челябинской области от 17 сентября 2004 года № 275-ЗО «О статусе и границах Карталинского муниципального района, городского и сельских поселений в его составе»

## Население
| 2002  | 2010  | 2011  | 2012  | 2013  | 2014  | 2015  |
| ----- | ----- | ----- | ----- | ----- | ----- | ----- |
| 3420  | ↘3280 | ↘3270 | ↘3264 | ↘3192 | ↘3121 | ↘3016 |
| 2016  | 2017  | 2018  | 2019  | 2020  | 2021  |       |
| ↘2997 | ↘2981 | ↘2931 | ↘2881 | ↘2833 | ↘2721 |       |

## Состав сельского поселения
| № | Населённый пункт | Тип населённого пункта          | Население |
| - | ---------------- | ------------------------------- | --------- |
| 1 | Анненское        | село, административный центр    | ↘2320     |
| 2 | Краснотал        | посёлок                         | ↘278      |
| 3 | Мочаги           | посёлок                         | ↗47       |
| 4 | Начальное        | посёлок железнодорожной станции | ↘43       |
| 5 | Родники          | посёлок                         | ↗390      |
| 6 | Санаторный       | посёлок                         | ↘86       |
| 7 | Система          | посёлок                         | ↘28       |
| 8 | Степан Разин     | посёлок                         | ↗88       |